# Krasna Taliwka
Krasna Taliwka (ukr. Красна Талівка) – wieś na Ukrainie, w obwodzie ługańskim, w rejonie szczastyńskim, w hromadzie Szyrokyj. W 2001 liczyła 1081 mieszkańców, spośród których 295 wskazało jako ojczysty język ukraiński, 779 rosyjski, 1 białoruski, 4 ormiański, a 2 inny.